# Salomea von Großpolen
Salomea von Großpolen (* zwischen 1162 und 1164; † nach dem 11. Mai 1183) war eine polnische Prinzessin und Herzogin von Pommern. Sie entstammte dem Adelsgeschlecht der großpolnischen Piasten und heiratete in das Geschlecht der Greifen ein.

## Leben
Salomea war eine Tochter von Seniorherzog Mieszko III. von Großpolen († 1202) und Elisabeth von Ungarn. 
Zu ihren älteren Halbgeschwistern zählten: 
- Odon (Otto)
- Stefan
- Wierzchosława Ludmiła
- Elisabeth
- Judith

Zu ihren Geschwistern zählten:
- Bolesław
- Mieszko der Jüngere
- Anastasia
- Wladyslaw III. Dünnbein

## Ehe und Familie
Salomea soll Ratibor von Pommern, den Sohn von Bogislaw I. geheiratet haben. Falls die Ehe bestand, blieb sie kinderlos.